# Angeli della violenza
Angeli della violenza (Hell's Angels '69) è un film statunitense del 1969 diretto da Lee Madden.

## Trama
I due fratelli, Chuck e Wes hanno un piano su come derubare il Caesar's Palace a Las Vegas e si uniscono ad una banda di motociclisti e mentre gli altri bevono e fanno festa fuori città, si cambiano i vestiti e si recano al casinò per fare la rapina. Naturalmente, la polizia non cerca due criminali ben vestiti tra gli Hell's Angels.